# Castello di Santo Stefano
Il castello di Santo Stefano, detto anche Abbazia di Santo Stefano, è un'importante fortificazione costiera posta all'esterno della città di Monopoli. Per tutto il medioevo è stato componente essenziale del complesso e articolato sistema difensivo monopolitano.

## Storia
L'abbazia sorge su un'area nota in epoca tardo-romana con il nome di "Rocca" o di Turris Paola.  Resti di opus reticulatum nei sotterranei della stessa Abbazia, testimoniano della presenza di un castrum presso la stessa  "turris Paola", emporio dell'Adriatico o almeno porto-satellite della vicina Egnazia.
Il monastero fu fondato nel 1086 da Goffredo, conte di Conversano, sorse su di una penisoletta protendentesi tra due insenature che formano due piccoli porti naturali, ossia gli attuali lidi Santo Stefano e Ghiacciolo. Con la presenza di un pozzo da cui attingere acqua freatica, fu sede del monastero dei Benedettini, i quali diedero il nome alla rocca per la presenza delle reliquie del santo, poi traslate il 26 dicembre del 1365 da Monopoli a Putignano per difenderle dalle continue aggressioni turche e piratesche.
Intorno alla fine del XIII secolo i Cavalieri di Malta, che già possedevano un domus intra moenia adibita ad ospedale, al fine di controllare i traffici verso la Terra santa con più dovizia, decisero di trasferirsi nell'abbazia costituendo nel 1435 il Baliato di Santo Stefano di Monopoli e rifortificando il vecchio maniero difensivo costiero.
Crearono un fossato tuttora visibile e resero utili all'attracco entrambe le calette alla destra e alla sinistra del monastero-fortezza. In pratica, nelle giornate di greco o di greco-levante, l'abbazia-fortezza diveniva tappa obbligata per i naviganti da Bari verso Brindisi. La presenza di due cale forniva, inoltre, la possibilità di riparare più navi contemporaneamente e di rifornirle di tutto l'occorrente per intraprendere il viaggio verso la Terra santa. La zona circostante, nei secoli XVIII e XIX, venne inglobata nel capitolo della cattedrale di Monopoli. Con l'annessione volontaria, prima città in Puglia, l'abbazia con i terreni ed il castello passarono sotto l'amministrazione borbonica. Attualmente il castello è di proprietà della famiglia de Bellis, discendenti di Saverio de Bellis.

Particolari del castello fotografati da Paolo Monti nel 1970
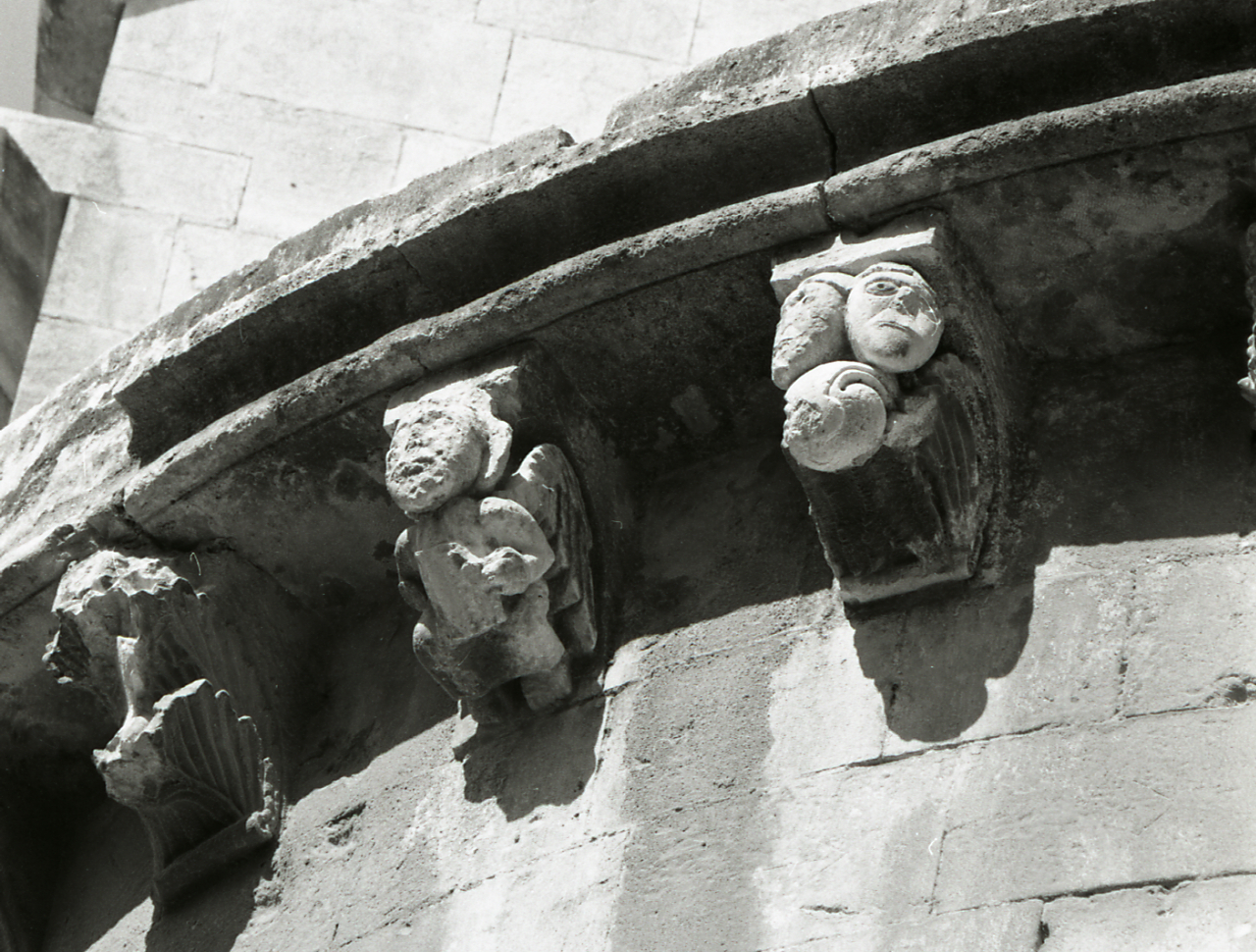
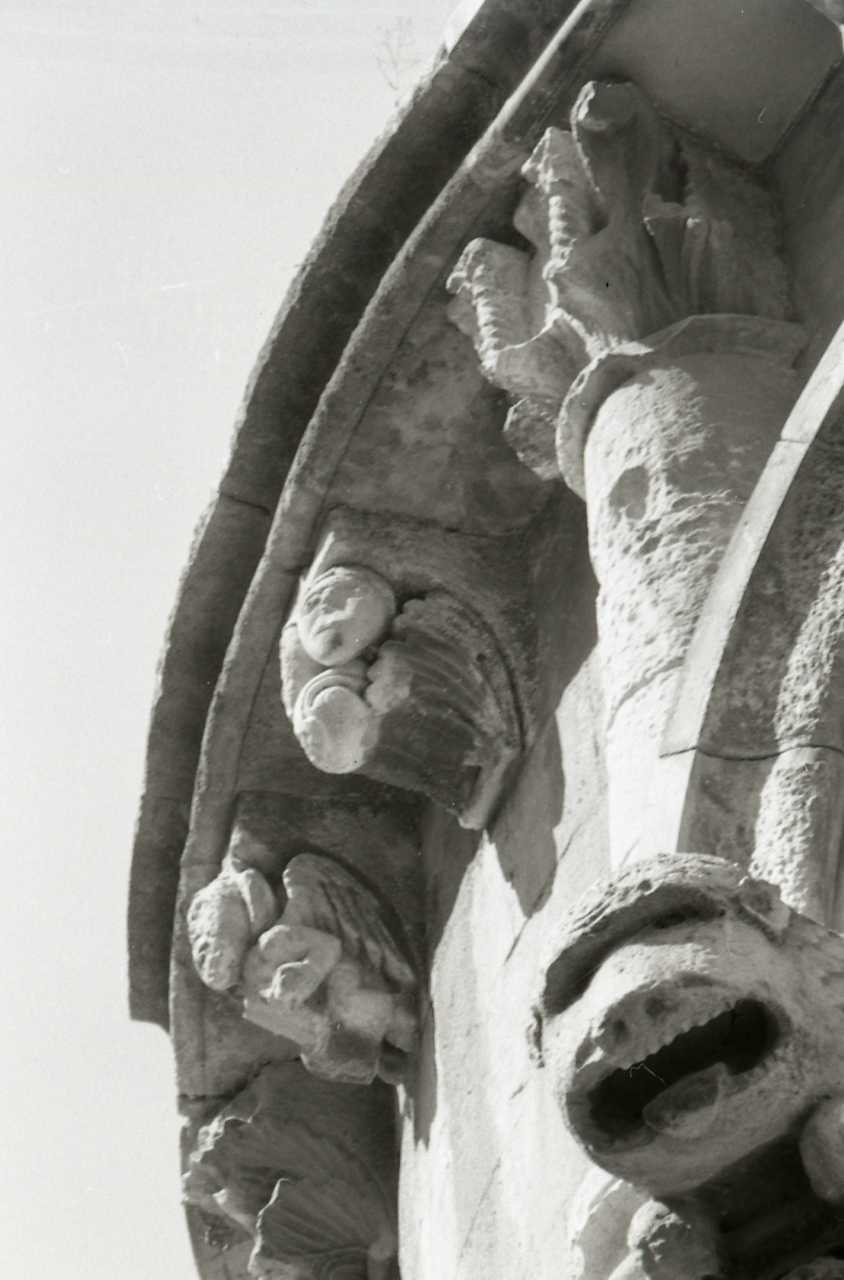